# Arto Paasilinna
Pour les articles homonymes, voir Arto (homonymie) et Paasilinna.
 (février 2009).
Œuvres principales
- Le Lièvre de Vatanen (1975)
- Un homme heureux (1976)
- Petits suicides entre amis (1990)
- Le Cantique de l'Apocalypse joyeuse (1992)

Arto Paasilinna (/ˈɑr.to ˈpɑː.si.ˈlin.nɑ/), né le 20 avril 1942 à Kittilä et mort le 15 octobre 2018 à Espoo, est un écrivain, journaliste et poète finlandais de langue finnoise. 
Il est l’auteur de trente-cinq romans traduits en plus de vingt-sept langues (dont dix-huit en français en date du mois de février 2018). Il est également scénariste pour le cinéma, la radio et la télévision.
Arto Paasilinna est, avec Mika Waltari et Sofi Oksanen, un des écrivains finlandais les plus connus dans le monde.

## Biographie
Arto Paasilinna est né en 1942 dans un camion, en plein exode face aux forces soviétiques, durant la Guerre de Continuation ; sa famille, fuyant les combats, est chassée vers la Norvège, puis la Suède et la Laponie finlandaise. Paasilinna - qui signifie en finnois « forteresse de pierre »- est un nom inventé par son père, né Gullstén, pour « finniser », comme beaucoup de Finlandais, un patronyme à consonance suédoise (à l'instar des personnes inspirées par le mouvement fennomane). Les circonstances de sa naissance et les premières années de sa vie ont fait dire à Paasilinna : « J’ai connu quatre états différents dans ma prime jeunesse. La fuite est devenue une constante dans mes récits, mais il y a quelque chose de positif dans la fuite, si avant il y a eu combat ».
Dès l'âge de treize ans, il exerce divers métiers, dont ceux de bûcheron et d'ouvrier agricole. À vingt ans, il décide de reprendre ses études afin de devenir journaliste et va à l’école Supérieure d’éducation populaire de Laponie (1962-1963). Il entre ensuite, comme journaliste-stagiaire, au quotidien régional Lapin Kansa (Le peuple lapon). Parlant de cette époque de sa vie, Paasilinna a indiqué : « J’étais un garçon des forêts, travaillant la terre, le bois, la pêche, la chasse, toute cette culture que l’on retrouve dans mes livres. J’ai été flotteur de bois sur les rivières du nord, une sorte d’aristocratie de ces sans-domicile fixe, je suis passé d’un travail physique à journaliste, je suis allé de la forêt à la ville. Journaliste, j’ai écrit des milliers d’articles sérieux, c’est un bon entraînement pour écrire des choses plus intéressantes. ».

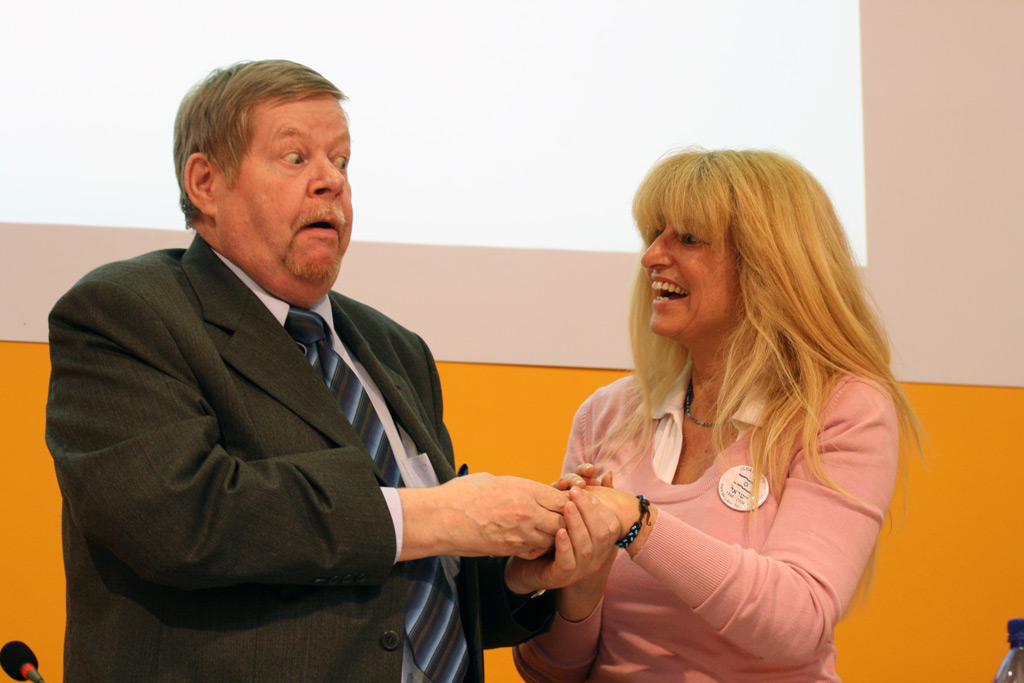
Arto Paasilinna et une admiratrice en 2008 au Salon du livre de Turin.

Il collabore de 1963 à 1988 à divers journaux et revues littéraires.
Il est marié à Terttu Annikki Paasilinna, née Kasper. Il a deux fils : Jyrki Petteri (1964) et Janne (1967). Paasilinna habite dans son domaine de Kuusilaakso (la Vallée des Sapins), à une heure d'Helsinki. Reino Paasilinna (député européen) et Erno Paasilinna (écrivain) sont ses frères.
En 2008 et 2009, l'écrivain fait la une des tabloïds finlandais pour son comportement incohérent, y compris sa conduite automobile imprudente. En octobre 2009, Arto Paasilinna est victime d'un accident vasculaire cérébral. Son fils Petteri Paasilinna confirme dans une interview accordée au journal Ilta-Sanomat en septembre 2011 que son père a séjourné en maison de soin palliatifs en avril 2010, et son fils devient alors son trésorier. Il décède le 15 octobre 2018 dans une maison de repos à Espoo.

## Univers romanesque

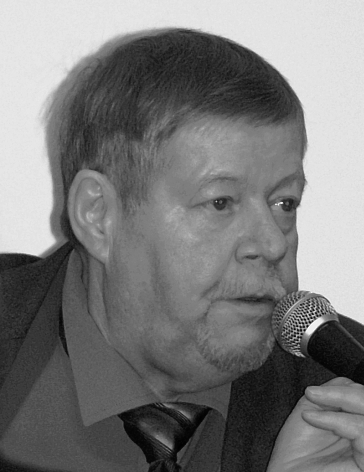
Arto Paasilinna en 2007 à Moscou.

L'œuvre d'Arto Paasilinna compte trente-cinq romans, traduits en plusieurs langues. Ses œuvres se caractérisent par un sens de l'humour et une aisance de la narration rares ; elles sont remplies d'une bonne humeur et d’une jovialité inhabituelles dans la littérature contemporaine, d'un humour doux-amer et burlesque. Les personnages singuliers, qui habitent dans différentes régions de Finlande, sont le trait marquant de ses écrits. La nature est, elle-même, un personnage à part entière dans ses romans. De ce fait, les œuvres de Paasilinna sont souvent qualifiées de « romans d'humour écologique ».
Les premiers romans sont du genre « grinçant » : Prisonniers du paradis, Le Lièvre de Vatanen, Un homme heureux, Le Meunier hurlant (fi), La Forêt des renards pendus. Le plus connu d'entre eux demeure Le Lièvre de Vatanen (1975), qui est adapté au cinéma en 1977 par Risto Jarva et en 2006 par Marc Rivière. D'autres romans appartiennent plutôt à la veine picaresque, notamment Petits suicides entre amis, Le Fils du dieu de l'orage (fi) et Le Bestial Serviteur du pasteur Huuskonen (fi). La plupart des récits de Paasilinna suivent un protagoniste qui, d'une vie urbaine et relativement rangée, passe à une vie plus sauvage et proche de la nature.
Interrogé sur la suite de sa carrière d'écrivain, Paasilinna a répondu : « Les Finlandais ne sont pas pires que les autres, mais suffisamment mauvais pour que j’aie de quoi écrire jusqu’à la fin de mes jours ».
Arto Paasilinna a aussi écrit pour le cinéma, la radio et la télévision ; il s'intéresse aux arts graphiques et écrit des poèmes.

## Œuvre

### Romans
Trente-cinq romans, dont dix-huit traduits en français, en date du mois de février 2018. (Les titres entre guillemets sont des indications littérales pour les livres non traduits ou dont le titre français est assez différent du titre original finnois.)
- 1972 : Operaatio Finlandia (« Opération Finlandia »)
- 1974 : Paratiisisaaren vangit (litt. « Prisonniers de l'île paradisiaque ») Publié en français sous le titre Prisonniers du paradis, traduit par Antoine Chalvin, Paris, Denoël, coll. « Empreinte », 1996  (ISBN 2-207-24431-8) ; réédition, Paris, Gallimard, coll. « Folio » no 3084, 1998  (ISBN 2-07-040472-2)
- 1975 : Jäniksen vuosi (litt. « L'Année du lièvre ») Publié en français sous le titre Le Lièvre de Vatanen, traduit par Anne Colin du Terrail, Paris, Denoël, 1989  (ISBN 2-207-23584-X) ; réédition, Paris, Gallimard, coll. « Folio » no 2462, 1993  (ISBN 2-07-038602-3)
- 1976 : Onnellinen mies Publié en français sous le titre Un homme heureux, traduit par Anne Colin du Terrail, Paris, Denoël, coll. « Et d'ailleurs », 2005  (ISBN 2-207-25672-3) ; réédition, Paris, Gallimard, coll. « Folio » no 4497, 2007  (ISBN 978-2-07-034370-6)
- 1977 : Isoisää etsimässä (« À la recherche de Grand-Père »)
- 1979 : Sotahevonen (« Le Cheval de guerre »)
- 1980 : Herranen aika (« Bon Dieu »)
- 1981 : Ulvova mylläri Publié en français sous le titre Le Meunier hurlant (fi), traduit par Anne Colin du Terrail, Paris, Denoël, 1991  (ISBN 2-207-23819-9) ; réédition, Paris, Gallimard, coll. « Folio » no 2562, 1994  (ISBN 2-07-038848-4)
- 1982 : Kultainen nousukas (« Un parvenu en or »)
- 1983 : Hirtettyjen kettujen metsä Publié en français sous le titre La Forêt des renards pendus, traduit par Anne Colin du Terrail, Paris, Denoël, coll. « Empreinte », 1994  (ISBN 2-207-24111-4) ; réédition, Paris, Gallimard, coll. « Folio » no 2869, 1996  (ISBN 2-07-040110-3)
- 1984 : Ukkosenjumalan poika Publié en français sous le titre Le Fils du dieu de l'orage (fi), traduit par Anne Colin du Terrail, Paris, Denoël, coll. « Empreinte », 1993  (ISBN 2-207-24016-9) ; réédition, Paris, Gallimard, coll. « Folio » no 2771, 1995  (ISBN 2-207-24016-9)
- 1985 : Parasjalkainen laivanvarustaja (« L'Armateur au bon pied »)
- 1986 : Vapahtaja Surunen (litt. « Surunen le sauveur ») Publié en français sous le titre Moi, Surunen, libérateur des peuples opprimés (fi), traduit par Anne Colin du Terrail, Paris, Denoël, coll. « Et d'ailleurs », 2015  (ISBN 978-2-207-11801-6) ; réédition, Paris, Gallimard, coll. « Folio » no 6194, 2016  (ISBN 978-2-07-079356-3)
- 1987 : Koikkalainen kaukaa (« Koikkalainen l'extra-terrestre »)
- 1988 : Suloinen myrkynkeittäjä Publié en français sous le titre La Douce Empoisonneuse, traduit par Anne Colin du Terrail, Paris, Denoël, coll. « Et d'ailleurs », 2001  (ISBN 2-207-25092-X) ; réédition, Paris, Gallimard, coll. « Folio » no 3830, 2003  (ISBN 2-07-042577-0)
- 1989 : Auta armias (« Que le ciel nous aide »)
- 1990 : Hurmaava joukkoitsemurha (litt. « Un charmant suicide collectif ») Publié en français sous le titre Petits suicides entre amis, traduit par Anne Colin du Terrail, Paris, Denoël, coll. « Et d'ailleurs », 2003  (ISBN 2-207-25331-7) ; réédition, Paris, Gallimard, coll. « Folio » no 4216, 2005  (ISBN 2-07-030808-1)
- 1991 : Elämä lyhyt, Rytkönen pitkä (litt. « La vie passe, Rytkönen reste ») Publié en français sous le titre La Cavale du géomètre (en), traduit par Antoine Chalvin, Paris, Denoël, coll. « Empreinte », 1998  (ISBN 2-207-24432-6) ; réédition, Paris, Gallimard, coll. « Folio » no 3393, 2000  (ISBN 2-07-041425-6)
- 1992 : Maailman paras kylä (litt. « Le Plus Beau Village du monde ») Publié en français sous le titre Le Cantique de l'Apocalypse joyeuse, traduit par Anne Colin du Terrail, Paris, Denoël, coll. « Et d'ailleurs », 2008  (ISBN 2-207-25818-1) ; réédition, Paris, Gallimard, coll. « Folio » no 4988, 2009  (ISBN 978-2-07-039859-1)
- 1993 : Aatami ja Eeva (« Adam et Ève »), Denoël, Paris, 2019, 262 pages  (ISBN 978-2-2071-4285-1)
- 1994 : Volomari Volotisen ensimmäinen vaimo ja muuta vanhaa tavaraa (litt. « La Première Femme de Volomari Volotinen et autres vieilleries »)  Publié en français sous le titre Le Dentier du maréchal, Madame Volotinen et autres curiosités (fi)), traduit par Anne Colin du Terrail, Paris, Denoël, coll. « Et d'ailleurs », 2016  (ISBN 978-2-207-13017-9)
- 1995 : Rovasti Huuskosen petomainen miespalvelija Publié en français sous le titre Le Bestial Serviteur du pasteur Huuskonen (fi), 2007), traduit par Anne Colin du Terrail, Paris, Denoël, coll. « Et d'ailleurs », 2007  (ISBN 978-2-207-25819-4) ; réédition, Paris, Gallimard, coll. « Folio » no 4815, 2008  (ISBN 978-2-07-035949-3)
- 1996 : Lentävä kirvesmies (« Le Charpentier volant »)
- 1997 : Tuomiopäivän aurinko nousee (« Le Jour du Jugement dernier se lève »)
- 1998 : Hirttämättömien lurjusten yrttitarha Publié en français sous le titre Le Potager des malfaiteurs ayant échappé à la pendaison, traduit par Anne Colin du Terrail, Paris, Denoël, coll. « Et d'ailleurs », 2011  (ISBN 978-2-207-10999-1) ; réédition, Paris, Gallimard, coll. « Folio » no 5408, 2012  (ISBN 978-2-07-044653-7)
- 1999 : Hirnuva maailmanloppu (« Une fin du monde hennissante »)
- 2000 : Ihmiskunnan loppulaukka (« Le Dernier Galop de l'humanité »)
- 2001 : Kymmenen riivinrautaa (litt. « Les Dix Mégères ») Publié en français sous le titre Les Dix Femmes de l'industriel Rauno Rämekorpi, traduit par Anne Colin du Terrail, Paris, Denoël, coll. « Et d'ailleurs », 2009  (ISBN 978-2-207-26067-8) ; réédition, Paris, Gallimard, coll. « Folio » no 5078, 2010  (ISBN 978-2-07-042017-9)
- 2003 : Liikemies Liljeroosin ilmalaivat (« Les Dirigeables de l'homme d'affaires Liljeroos »)
- 2004 : Tohelo suojelusenkeli (litt. « L'Ange gardien maladroit ») Publié en français sous le titre Les Mille et Une Gaffes de l'ange gardien Ariel Auvinen (fi), traduit par Anne Colin du Terrail, Paris, Denoël, coll. « Et d'ailleurs », 2014  (ISBN 978-2-207-11568-8) ; réédition, Paris, Gallimard, coll. « Folio » no 5931, 2015  (ISBN 978-2-07-046309-1)
- 2005 : Suomalainen kärsäkirja (« Le Livre finlandais de la trompe ») Publié en français sous le titre Un éléphant, ça danse énormément, traduit par Anne Colin du Terrail, Paris, Denoël, coll. « Et d'ailleurs », 2018  (ISBN 978-2-207-13697-3)
- 2006 : Kylmät hermot, kuuma veri (« Nerfs de glace, sang chaud ») Publié en français sous le titre Sang chaud, nerfs d'acier, traduit par Anne Colin du Terrail, Paris, Denoël, coll. « Et d'ailleurs », 2010  (ISBN 978-2-207-26192-7) ; réédition, Paris, Gallimard, coll. « Folio » no 5250, 2011  (ISBN 978-2-07-044066-5)
- 2007 : Rietas rukousmylly (« Le Moulin à prière obscène »)
- 2008 : Neitosten karkuretki (« La Cavale des demoiselles »)
- 2009 : Elävänä omissa hautajaisissa (« Présent à son propre enterrement »)

#### Romans en omnibus
Certains romans sont repris en France sous un nouveau titre coiffant un volume omnibus :
- Pauvres Diables (contient Le Meunier hurlant, Petits suicides entre amis, La Cavale du géomètre), Paris, Gallimard, coll. « Folio » no 5859, 2014  (ISBN 978-2-07-046186-8)
- Hors-la-loi (contient La Douce Empoisonneuse, La Forêt des renards pendus, Le Potager des malfaiteurs ayant échappé à la pendaison), Paris, Gallimard, coll. « Folio » no 6018, 2015  (ISBN 978-2-07-046313-8)

### Autres publications
Liste partielle de ses ouvrages de non-fiction (essais, enquêtes, guides, etc.) :
- 1964 : Karhunkaataja Ikä-Alpi (trad. Ikä-Alpi, chasseur d'ours, 1991) – article de presse ; premier texte publié Publié en français sous le titre Ikä-Alpi, chasseur d'ours, traduit par Anne Colin du Terrail, Paris, magazine Serpent à plumes no 12, été 1991
- 1971 : Kansallinen vieraskirja, graffiitti eli vessakirjoituksia (« Le livre d'or : les graffiti des toilettes »)
- 1984 : Seitsemän saunahullua suomalaista Publié en français sous le titre Un guide du sauna pour un homme d’affaires, traduit par Marjatta et Michel Crouzet, Helsinki, Tietsanoma, 1996  (ISBN 978-9-51-885107-6)
- 1986 : Kymmenen tuhatta vuotta (« Dix mille ans ») – histoire de la Finlande
- 2002 : Yhdeksän unelmaa (« Neuf rêves ») – autobiographie
- 2003 : Sadan vuoden savotta (« Cent ans de bûcheronnage ») – histoire forestière de la Finlande

### Adaptations en bande dessinée
- 2002 : Ronkoteus (trad. Ronkoteus, 2015), adaptation par Hannu Lukkarinen du roman Lentävä kirvesmies (1996, « Le Charpentier volant », non trad.) Publié en français sous le titre Ronkoteus, adaptation par Hannu Lukkarinen du roman Lentävä kirvesmies (1996, « Le Charpentier volant », non trad.), Saint-Egrève, Mosquito, 2015  (ISBN 978-2-35283-274-4)
- 2006 : Karvainen kamaripalvelija (non trad.), adaptation par Hannu Lukkarinen du roman Rovasti Huuskosen petomainen miespalvelija (1995, trad. Le Bestial Serviteur du pasteur Huuskonen, 2007)
- 2016 : La Forêt des renards pendus, adaptation par Nicolas Dumontheuil « d'après le roman d'Arto Paasilinna » La Forêt des renards pendus, Paris, Futuropolis, 2016  (ISBN 978-2-7548-1581-9)
- 2024 : Le Meunier Hurlant, adaptation par Nicolas Dumontheuil « d'après le roman d'Arto Paasilinna » Paris, Futuropolis, 2024  (ISBN 978-2-7548-3524-4)

## Prix et récompenses
- Prix Air Inter, 1989 (Jäniksen vuosi)
- Médaille Pro Finlandia, 1993 kirjasta Jäniksen vuosi
- Prix Giuseppe Acerbi, 1994 (Jäniksen vuosi)
- Prix Koivu ja tähti, 1999
- Prix Pro Tapiola, 2002
- Prix de la pièce radiophonique pour les aveugles, 2012 (Onnellinen mies)

## Adaptations

### Cinéma
- 1977 : L'Année du lièvre (Jäniksen vuosi), film finlandais réalisé par Risto Jarva, adaptation du roman Le Lièvre de Vatanen
- 1982 : Ulvova mylläri, film finlandais réalisé par Jaakko Pakkasvirta, scénario de Arto Paasilinna d'après son roman éponyme (en français, Le Meunier hurlant)
- 1986 : Hirtettyjen kettujen metsä, film finlandais réalisé par Jouko Suikkari, adaptation du roman éponyme (en français, La Forêt des renards pendus)
- 1996 : Elämä lyhyt, Rytkönen pitkä, film finlandais réalisé par Ere Kokkonen, adaptation du roman éponyme (en français, La Cavale du géomètre)
- 2000 : Hurmaava joukkoitsemurha, film finlandais réalisé par Ere Kokkonen, adaptation du roman éponyme (en français, Petits suicides entre amis)
- 2002 : Kymmenen riivinrautaa, film finlandais réalisé par Ere Kokkonen, adaptation du roman éponyme (en français, Les Dix Femmes de l'industriel Rauno Rämekorp)
- 2006 : Le Lièvre de Vatanen, film franco-belgo-bulgare réalisé par Marc Rivière, adaptation du roman éponyme, avec Christophe Lambert, Julie Gayet et Rémynier Girard
- 2017 : Cornélius, le meunier hurlant, film français de Yann Le Quellec, adaptation du roman Le Meunier hurlant.

### Télévision
- 1979 : Onnellinen mies, téléfilm finlandais réalisé par Hannu Kahakorpi, adaptation du roman éponyme (en français, Un homme heureux)
- 1995 : Suloinen myrkynkeittäjä, mini-série finlandaise en 4 épisodes réalisée par Ere Kokkonen, adaptation du roman éponyme (en français, La Douce Empoisonneuse)
- 2014 : La Douce Empoisonneuse, téléfilm français réalisé par Bernard Stora, adaptation du roman éponyme, avec Line Renaud et Pierre Vernier

### Sources
- BiblioMonde (2003), « Arto Paasilinna », www.bibliomonde.com, actualisé fin 2003, consulté en février 2009
- Jean-Pierre Frigo (2005), « Entretien avec Arto Paasilinna », section culturelle de l'Ambassade de Finlande en France, www.info-finlande.fr, 7 février 2005
- Tarmo Kunnas (2003), « Kaurismäki et Paasilinna – pourquoi un tel succès ? », section culturelle de l'Ambassade de Finlande en France, www.info-finlande.fr, 29 juillet 2003